# Кампо Сан-Тровазо
Площадь или ка́мпо Сан-Трова́зо (итал. Campo San Trovaso) — кампо (площадь) в районе Дорсодуро в Венеции.

## Описание
Кампо считается одним из самых живописных и уникальных мест в Венеции. Основной причиной тому является близость самого известного и доступного для туристов места по изготовлению гондол — верфи Сан-Тровазо. Она находится в юго-восточном углу площади.
На площадь выходят оба одинаковых фасада церкви Сан-Тровазо — типичного примера архитектуры Ренессанса. По преданию, они были сооружены двумя враждовавшими кланами, не желавшими сталкиваться при входе и выходе из церкви.
Кампо находится на двух ярусах: часть второго, что немного пониже, поросла травой. На северо-западе кампо огибает церковь. С двух сторон его омывают каналы: рио Сан-Тровазо с востока и рио Оньисанти с юга. Поэтому на кампо почти нет дворцов (палаццо). Но при этом нужно упомянуть готический фасад палаццо Барбариго Нани Мочениго, который смотрит на кампо через канал Сан-Тровазо.

## Название
Своим странным названием (святого с именем Тровазо не существует) площадь обязана раннехристианским мученикам Гервасию и Протасию, которым была посвящена церковь Сан-Тровазо.

## В массовой культуре
Площадь Сан-Тровазо можно увидеть в компьютерной игре Assassin's Creed II, чьи действия разворачиваются в конце XV века. На территории площади разворачиваются несколько игровых миссий, а также миссия из продолжения игры Assassin's Creed: Brotherhood.